# الکساندر کولچاک
الکساندر واسیلویچ کولچاک (روسی: Алекса́ндр Васи́льевич Колча́к؛ ۱۶ نوامبر ۱۸۷۴ – ۷ فوریهٔ ۱۹۲۰) یک ژنرال و دریابد اهل روسیه بود.
کولچاک فرماندهی نیروی دریایی امپراتوری روسیه را در طی جنگ روسیه و ژاپن و همچنین جنگ جهانی اول بر عهده داشت.
وی در سال‌های ۱۹۱۸ تا ۱۹۲۰ میلادی، یکی از رهبران اصلی ارتش سفید بود.
وی همچنین برنده جایزهٔ لژیون دونور شده‌است.